# Jean-Luc Rigaut
Pour les articles homonymes, voir Rigaut.
Jean-Luc Rigaut, né le 20 février 1959 à Meaux (Seine-et-Marne), est un sportif, plusieurs fois champion du monde de canoé-kayak et  homme politique français. Il est successivement adjoint au maire de 2001 à 2007, maire d'Annecy de 2007 à 2020, président du Grand Annecy de 2017 à 2020 et président des Intercommunalités de France de 2017 à 2020.

## Biographie

### Vie professionnelle
Titulaire d'un DUT en génie civil et d'une maîtrise d'ingénierie du bâtiment, Jean-Luc Rigaut est ingénieur chargé de l’aménagement des gares à la direction de la SNCF.

### Carrière sportive
Il est membre du Canoë-Kayak-Club d’Annecy et de l’équipe de France pendant dix ans.  
Champion de France Junior de canoë en 1976, il est également champion du monde de descente en canoë biplace  en 1981,  1983 et 1985,, avec Gilles Bernard, devenu directeur général d'Hydrostadium (groupe EDF) et maire adjoint d'Annecy, chargé de la mobilité et de l'Arcadium.

### Carrière politique
En novembre 2000, Jean-Luc Rigaut obtient son premier mandat en étant élu, sous l'étiquette UDF, conseiller général du canton d'Annecy-Centre lors d'une élection partielle.
L'année suivante, il est élu au conseil municipal d'Annecy sur la liste de Bernard Bosson, qui, réélu maire, en fait son premier adjoint. Il est chargé de l'environnement jusqu'en 2002. 
Parallèlement, il est vice-président, chargé des transports, de la communauté de l'agglomération d'Annecy. Réélu au conseil général en 2004 et 2011, il est président de la commission de l'action sociale, de la prévention, de l'insertion et du logement, et de la commission des sports, du tourisme et de la politique montagne.
Après la démission de Bernard Bosson, il est élu maire d'Annecy le 15 janvier 2007, puis président de la communauté de l'agglomération d'Annecy le 13 septembre suivant. 
Il est réélu dans ses deux fonctions à l'issue des élections municipales de 2008 qu'il remporte dès le premier tour, le 9 mars, avec 52,44 % des voix. 
Il défait le sénateur et maire de Sévrier, Pierre Hérisson, prenant ainsi une revanche sur l'UMP annécienne qui avait battu Bernard Bosson, avec la victoire de Lionel Tardy, un an plus tôt lors des élections législatives. 
Comme Bernard Bosson, il décide de soutenir la candidature de François Bayrou à l'élection présidentielle de 2012.
Il remporte une nouvelle fois les élections municipales au second tour le 30 mars 2014 et est réélu maire le 5 avril suivant, ainsi que président de la Communauté de l'agglomération d'Annecy (C2A) le 17 avril.
À l'époque où Rigaut est maire d'Annecy et président du Grand Annecy, il est aussi président du pôle métropolitain Annecy-Chambéry, président de la Société intercommunale des bus de la région annécienne (SIBRA), vice-président de l'Association pour la Gestion Indépendante des Réseaux de transport public (AGIR), président de l’Assemblée des communautés de France (ADCF), administrateur du Groupement des autorités responsables de transport (GART) et président de la Fédération 74 de l'UDI.
Lors du remaniement ministériel d'octobre 2018, il est pressenti pour entrer dans le Gouvernement Édouard Philippe (2). 
Il se présente de nouveau pour les élections municipales de 2020. Sa candidature est soutenue par Les Républicains et La République en marche aux dépens de la candidature de la députée dissidente Frédérique Lardet. Il est battu de 27 voix par l'écologiste François Astorg au second tour, allié à Frédérique Lardet.
Il rejoint ensuite le parti d'Édouard Philippe.

## Détails des mandats et fonctions

### Mandats locaux
- Maire d'Annecy de 2007 à 2020.
- Adjoint au Maire d'Annecy de 1995 à 2007.
- Président de l'Agglomération du Grand Annecy de 2007 à 2020.
- Président du Pôle métropolitain Chambéry, Aix-les-Bains, Annecy de 2014 à 2020.
- Conseiller général de la Haute-Savoie de 2000 à 2015.

### Mandats nationaux
- Président de l'Assemblée des Intercommunalités de France de 2017 à 2020.
- Premier vice-président du Groupement des autorités responsables de transport de 2008 à 2020.

### Autres fonctions
- Président de la Transports en commun d'Annecy de 2008 à 2020.

## Décorations
- Chevalier de la Légion d'honneur (décret du 17 avril 2003)[20].

## Médailles sportives
- Championnats du monde de descente 1981
  -  Médaille d'or en K1 classique par équipe.
- Championnats du monde de descente 1983
  -  Médaille d'or en K1 par équipe.
- Championnats du monde de descente 1985
  -  Médaille d'or par équipe.